# Курилівська волость
Кури́лівська во́лость — історична адміністративно-територіальна одиниця Канівського повіту Київської губернії з центром у селі Курилівка.
Станом на 1886 рік складалася з 8 поселень, 8 сільських громад. Населення — 7183 осіб (3439 чоловічої статі та 3744 — жіночої), 995 дворових господарств.
|                     | Площа, десятин | У тому числі орної, дес. |
| ------------------- | -------------- | ------------------------ |
| Сільських громад    | 5101           | 3520                     |
| Приватної власності | 6785           | 5341                     |
| Іншої власності     | 218            | 189                      |
| Загалом             | 12104          | 9050                     |

Основні поселення волості:
- Курилівка — колишнє власницьке село, 693 особи, 100 дворів, православна церква, школа, постоялий будинок.
- Бересняги — колишнє власницьке село, 968 осіб, 151 двір, православна церква, школа, постоялий будинок.
- Козарівка — колишнє власницьке село при струмкові Козарві, 640 осіб, 73 двори, школа, постоялий будинок.
- Ковалі — колишнє власницьке село, 707 осіб, 108 дворів, школа, постоялий будинок.
- Костянець — колишнє власницьке село, 311 осіб, 34 двори, православна церква, школа, постоялий будинок.
- Литвинець — колишнє власницьке село, 753 особи, 122 двори, православна церква, школа, постоялий будинок.
- Тростянець — колишнє власницьке село, 871 особа, 114 дворів, православна церква, школа, постоялий будинок, цегельний завод.
- Шандра — колишнє власницьке село при річці Шандра, 1893 особи, 257 дворів, православна церква, школа, 2 постоялих будинки.

Старшинами волості були:
- 1909—1915 роках — Кузьма Іустинович Шульга[2],[3],[4],[5],[6].